# Challenger de Calgary 2024
El torneo Calgary National Bank Challenger 2024, fue un torneo de tenis perteneció al ATP Challenger Tour 2024 en la categoría Challenger 75. Se trató de la 5ª edición; el torneo tuvo lugar en la ciudad de Calgary (Canadá), desde el 14 hasta el 20 de octubre de 2024 sobre pista dura bajo techo.

## Jugadores participantes del cuadro de individuales
| Preclasificado | País                      | Jugador          | Rank1 | Posición en el torneo |
| 1              | Bandera de Polonia        | Maks Kaśnikowski | 174   | Cuartos de final      |
| 2              | Bandera de Estados Unidos | Patrick Kypson   | 184   | Segunda ronda         |
| 3              | Bandera de Túnez          | Aziz Dougaz      | 220   | Semifinales           |
| 4              | Bandera de Australia      | Bernard Tomic    | 233   | Cuartos de final      |
| 5              | Bandera de Colombia       | Nicolás Mejía    | 240   | Cuartos de final      |
| 6              | Bandera de Canadá         | Alexis Galarneau | 249   | Cuartos de final      |
| 7              | Bandera de Canadá         | Liam Draxl       | 259   | Semifinales           |
| 8              | Bandera de Japón          | James Trotter    | 260   | Segunda ronda         |

- 1 Se ha tomado en cuenta el ranking del 30 de septiembre de 2024.

### Otros participantes
Los siguientes jugadores recibieron una invitación (wild card), por lo tanto ingresan directamente al cuadro principal (WC):
- Justin Boulais
- Cleeve Harper
- Vasek Pospisil

Los siguientes jugadores ingresan al cuadro principal tras disputar el cuadro clasificatorio (Q):
- Murphy Cassone
- Benjamin Thomas George
- Patrick Maloney
- Àlex Martínez
- Govind Nanda
- Alfredo Perez

## Campeones

### Individual Masculino
- Murphy Cassone derrotó en la final a  Govind Nanda por 4–6, 6–3, 6–4

### Dobles Masculino
- Ryan Seggerman /  Patrik Trhac derrotaron en la final a  Robert Cash /  James Tracy por 6–3, 7–6(3)